# Провінція Хокі
Провінція Хокі (яп. 伯耆国 — хокі но куні, «країна Хокі»; 伯州 — хакусю, «провінція Хокі») — історична провінція Японії у регіоні Тюґоку на заході острова Хонсю. Відповідає західній частині сучасної префектури Тотторі.

## Короткі відомості
Провінція Хокі була утворена у 7 столітті. Її адміністративний центр знаходився у сучасному місті Курайосі. Хокі здавна була відома багатими покладами заліза. Завдяки цьому в обов'язок провінції входила щорічна сплата данини імператорському двору залізними знаряддями і зброєю.
З 13 століття фактичний лідер Камакурського сьоґунату, рід Ходзьо, поставив під свій контроль ресурси провінції Хокі. У 14 столітті його змінив рід Ямана, який завдяки залізу цих земель зміг стати одним із найвпливовіших самурайських родів середньовіччя, наряду із родом Хосокава й Оуті.
У 16 столітті провінція Хокі стала центром володінь роду Амаґо, який у середині того ж століття був знищений Морі.
У період Едо (1603—1867) провінція належала роду Ікеда, володарів сусідньої провінції Інаба.
У результаті адміністративної реформи 1871 року, провінція Хокі увійшла до складу префектури Тотторі.

## Повіти провінції Хокі
- Аімі 会見郡
- Асері 汗入郡
- Кавамура 河村郡
- Куме 久米郡
- Хіно 日野郡
- Ябасе 八橋郡